# باولا ماسيدا
باولا ماسيدا (مواليد 29 أغسطس 1965) سياسية ومحامية إيطالية.
انضمت إلى حزب حركة الخمس نجوم وأصبحت المرشحة الرسمية للحركة لمنصب عمدة كاربونيا في عام 2016. تم انتخابها عمدة لكاربونيا في الانتخابات المحلية الإيطالية لعام 2016 وتولت منصبها في 20 يونيو 2016.

## السيرة الشخصية
ولدت باولا ماسيدا في كاربونيا بإيطاليا عام 1965. وتخرجت في القانون في جامعة كالياري عام 1991. قررت عدم الترشح لإعادة انتخابها في انتخابات 2021.